# Ziemassvētki džungļos
Ziemassvētki džungļos (estniska: Jõulud džunglis) är en lettisk-estnisk äventyrs-familjefilm från 2021 regisserad av Jaak Kilmi efter ett manus av Kilmi och Lote Eglīte. Filmen utspelar sig och är inspelad i Indonesien.

## Handling
Filmen handlar om tioåriga Paula, vars familj har flyttat till ett exotiskt land eftersom hennes pappa är geolog och arbetar i en guldgruva. Livet i ett avlägset land visar sig vara en svår prövning av föräldrarnas relation, och när semestern närmar sig inser Paula att bara ett julmirakel kan rädda familjen. Trots att det inte blir vinter visar det sig att Paulas nya vän Achim har hört att det faktiskt finns en jultomte i djupt inne djungelns snår. Men barnen har ingen aning om hur farliga och spännande äventyr som väntar dem på vägen, med underjordiska grottor, djungelspöken, kannibaler och ovanliga djur.

## Rollista
- Rebeka Šuksta – Paula
- Brydden Fablo Escobar – Akhim
- Inga Alsina-Lasmane – mamma
- Maris Olte – pappa
- Elizabete Liepa – Kata
- Saara Pius – Anna
- Pääru Oja – Andreas
- Jamaluddin Latif – Jamal
- Fajar Suharno – shaman Bapak
- Giras Basuwondo – Akhims pappa
- Kusuma Sulist – Akhims mamma
- Ibnu Gundul – chaufför Adi
- Gita Gilang – Pak Ibu
- Christin – Abu Wulandi
- Tõnu Kark – jultomten
- Bojan Emeršič – chefen
- Viktorija Bencik Emeršič – chefens fru
- Rukman Rosadi – polisinspektör
- Kus Widiantoro – inspektörens hjälpreda
- Sri Kuncoro – försäljare
- Diajeng Shinta – tjänare
- Suyik – taxichaufför
- Dexa Hachiah – lokal kvinna
- Aghata Kresna Megumi – världsfrälsare
- Bonbon – tatuerare på marknaden
- Bebe Gracia – liten flicka
- Sujarwo – gräshoppsförsäljare
- Dini Ratsepso – nyhetsankare

## Produktion
Filmen är en samproduktion mellan lettiska Studio Locomotive och estniska Stellar Film och finansierades av Estniska filminstitutet med 100 000 euro, Estniska kulturfonden, Lettlands nationella filmcenter, Lettiska statens kulturfond och TV3 med 1,2 miljoner euro i budget.
Filmen distribuerades i Baltikum av Acme Film och internationellt av svenska Eyewell.

### Bakgrund
Idén till filmen föddes vintern 2013 när den estniska regissören Jaak Kilmi och den lettiska filmproducenten Roberts Vinovskis samtalade under ett fönster i Tallinns stadshus under PÖFF-festivalen. Paret bestämde då göra en "cool och annorlunda" julfilm samtidigt som det bestämdes att det land som först kunde säkra finansiering för filmen också skulle producera den. I slutändan föll valet därför på Lettland då den estniska julfilmen Eia jõulud Tondikakul redan hade var i produktion i Estland och två julfilmer inte kunde få finansiering där samtidigt.
Roberts Vinovskis har berättat att inspirationen till filmen kommit från hans barndoms "sovjetiska barnbio och östtyska filmer om indianer" och tillade:
| ”                   | De hade en fängslande handling men inga specialeffekter. Jag skulle vilja se sådana filmer med mina egna barn, filmer med exotiska platser och djur, stora äventyr och en meningsfull story om de viktiga sakerna i livet – något man minns. | „ |
| – Roberts Vinovskis | |   |

Jaak Kilmi har berättat att filmprojektet varit en "dröm som gått i uppfyllelse":
| ”            | Jag växte upp i sällskap med Jules Vernes äventyrsböcker. Jag antar att jag som barn drömde om att göra en äventyrsfilm som skulle utspela sig i djungeln, öknen eller ett stormande hav. Det är fantastiskt att djungeln nu har upptäckts, men som miljö är det ändå väldigt filmiskt. Jag försökte göra en film som jag skulle ha velat se som barn och ville beröra ämnen som är väldigt viktiga för mig nu. | „ |
| – Jaak Kilmi | |   |

### Inspelning
I början av september 2019 åkte filmteamet till Indonesien för att spela in filmen under nästan två månader. Inspelningarna skedde i sultanatet Yogyakarta med omnejd. Kompletterande scener spelades senare in under vintern i Europa.

### Musik
Filmens ledmotiv "Jõulusoov" skrevs av den lettiska kompositören och sångaren Renārs Kaupers som också framförde låten tillsammans med den estniska sångaren Saara Pius. Texten översättes till estniska och bearbetades av Leelo Tungal medan Fred Krieger översatte till engelska.

## Utgivning

### Lettland
I december 2019 släpptes den första lettiska trailern till filmen som planerades ha biopremiär i Lettland i december 2020 men sköts upp på grund av Covid-19-pandemin.
Filmen hade biopremiär i Lettland den 1 december 2022 och sågs av 32 393 biobesökare under vintern 2022/2023.

### Estland
I oktober 2020 släpptes en första estnisk trailer till filmen.
1 december 2020 hade filmen biopremiär i Tallinn för att sedan på upp på bio i resten av Estland den 4 december. Filmen sågs fram till i januari av runt 27 000 biobesökare. I januari 2021 drabbades Estland av Covid-19-pandemin och biograferna stängdes.
Filmen hade sedan nypremiär på bio den 26 november 2021.